# Evippomma squamulatum
Evippomma squamulatum är en spindelart som först beskrevs av Simon 1898.  Evippomma squamulatum ingår i släktet Evippomma och familjen vargspindlar. Inga underarter finns listade i Catalogue of Life.